# Danh sách đảo theo tên (Q)
Danh sách dưới đây liệt kê các đảo bắt đầu bằng ký tự Q.
Đây là một danh sách chưa hoàn tất, và có thể sẽ không bao giờ thỏa mãn yêu cầu hoàn tất. Bạn có thể đóng góp bằng cách mở rộng nó bằng các thông tin đáng tin cậy.
A - B - C - D - Đ - E - F - G - H - I - J - K - L - M - N - O - P - Q - R - S - T - U - V - W - X - Y - Z

## Q
| Tên đảo       | Quần đảo / Nhóm đảo                  | Quốc gia    |
| ------------- | ------------------------------------ | ----------- |
| Qabre Nakhoda | Vịnh Ba Tư                           | Iran        |
| Qaruh         | Vịnh Ba Tư                           | Kuwait      |
| Qeshm         | Vịnh Ba Tư                           | Iran        |
| Quadra        | Quần đảo Discovery, British Columbia | Canada      |
| Quail         | Lyttelton Harbour                    | New Zealand |
| Quarry        | Severn Sound Ontario                 | Canada      |
| Queneska      | Vermont                              | Hoa Kỳ      |
| Query         | Vịnh Mikkelsen, Châu Nam Cực         |             |
| Quilaluia     | Quần đảo Quirimbas                   | Mozambique  |
| Quirimba      | Quần đảo Quirimbas                   | Mozambique  |
| Quisiva       | Quần đảo Quirimbas                   | Mozambique  |
| Quoin         | Quần đảo Eo biển Torres, Queensland  | Úc          |